# Mike Whitten

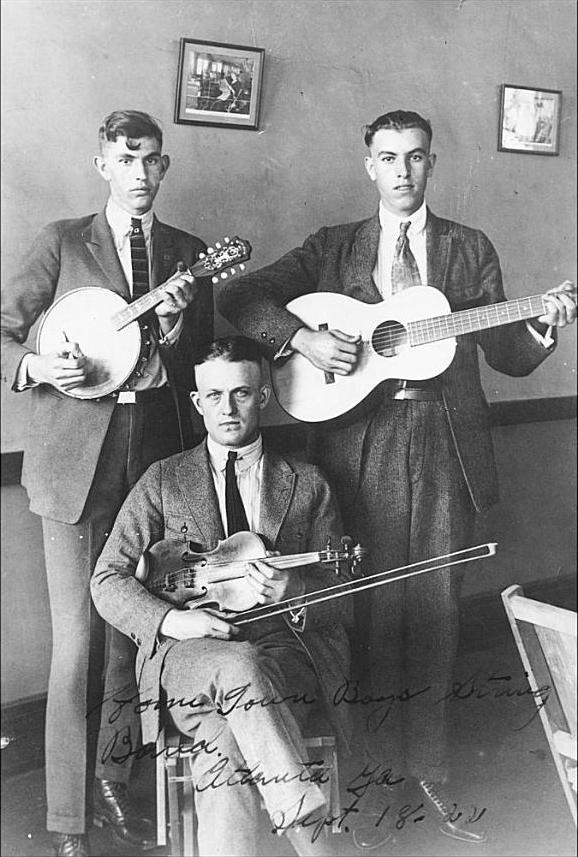
Clayton McMichen’s Home Town Boys: wahrscheinlich Charlie Whitten (Banjo), Clayton McMichen (Fiddle), Mike Whitten (Gitarre), 18. September 1922 im WSB Studio. Fehlend: Ted und Boss Hawkins

Mike Whitten, auch als Miles Whitten bekannt, war ein US-amerikanischer Old-Time-Musiker. Whitten war während der 1920er-Jahre Gitarrist für verschiedene Skillet-Lickers-Mitglieder.

## Leben
Über Mike Whittens Lebenswandel ist kaum etwas bekannt. Lediglich die 1920er-Jahre sind als seine Wirkungszeit in und um Atlanta, Georgia, dokumentiert. Whitten hatte zwei Brüder, Charles („Charlie“) und W.L. Whitten, die ebenfalls Musiker waren. Wann Mike Whitten geboren wurde, ist ebenso unbekannt wie sein Geburtsort.
Ab 1922 spielte Whitten in zwei verschiedenen Stringbands, zum einen in der Hapeville String Band und zum anderen in Clayton McMichens Home Town Boys. Mit beiden Gruppen machte er regelmäßig Auftritte im Programm des Senders WSB in Atlanta und fungierte als Gitarrist. In dieser Zeit wurde Whitten im Atlanta Journal, einer Zeitung die auch das Programm des Senders WSB ankündigte, oftmals als „Miles Whitten“ genannt. Warum dies geschah, ist nicht geklärt. Zwischen 1922 und 1925 unternahm Whitten zusammen mit McMichens Band auch Tourneen; überliefert ist ein Fiddlers‘ Contest in Macon, Georgia, bei dem Whitten den zweiten Platz im Gitarren-Wettbewerb belegte.
Zwischen 1926 und 1930 war Whitten vor allem als Musiker im Dunstkreis der berühmten Stringband Gid Tanner and his Skillet Lickers aktiv. Es ist nicht auszuschließen – es ist sogar wahrscheinlich – dass Whitten in dieser Zeit ebenfalls an den „Road-Shows“ dieser Band teilnahm. Aufnahmen wurden jedoch nicht mit den Skillet Lickers gemacht; vielmehr arbeitete er mit dem Fiddler Lowe Stokes, ebenfalls ein Mitglied der Skillet Lickers, zusammen. Whitten ist beispielsweise auf dem Left All Alone Again Blues vom April 1930 für Columbia Records zu hören.
Whittens Spur verliert sich nach 1930.